# Robert Duncan
Robert Duncan (7. ledna 1919 – 3. února 1988) byl americký básník.

## Život
Narodil se jako Edward Howard Duncan v Oaklandu, jeho matka zemřela při narození a jelikož jej otec nebyl schopný živit, byl dán v roce 1920 k adopci. Adoptivní rodiče mu změnili jméno na Robert Edward Symmes. V dospělosti používal jméno Robert Edward Duncan. V roce 1936 začal studovat na Kalifornské univerzitě v Berkeley, kde začal psát básně inspirované mj. jeho levicovými politickými názory. Ve druhém ročníku školu opustil, později docházel na Black Mountain College, kterou rovněž kvůli neshodám s fakultou záhy opustil. V roce 1941 byl povolán do armády, ale nakonec nebyl kvůli své homosexuální orientaci přijat. Později se oženil se ženou, ale manžešlství brzy skončilo. V roce 1944 měl vztah s abstraktním malířem Robertem De Nirem starším.
Roku 1945 se usadil v San Franciscu, kde se stal součástí básnické skupiny tzv. Sanfranciské renesance. Svou první knihu Heavenly City Earthly City vydal v roce 1947. Následovaly mj. sbírky The Opening of the Field (1960), Roots and Branches (1964) a Bending the Bow (1968). Následně na dlouhou dobu přestal publikovat. V osmdesátých letech vydal ještě dvě knihy, Ground Work I: Before the War (1984) a Ground Work II: In the Dark (1988). V roce 2007 vyšla kniha jeho korespondence s britským učitelem a básníkem Ericem Mottramem The Unruly Garden: Robert Duncan and Eric Mottram, Letters and Essays. Posmrtně vyšly i další knihy. V češtině vyšel výbor z jeho básní pod názvem Potrava pro požár (Mladá fronta, 1969, překlad Stanislav Mareš). V Marešově překladu je rovněž zařazen do antologie Obeznámeni s nocí. V Kerouacově románu Andělé pustiny vystupuje pod jménem Geoffrey Donald.